# Ilisha macrogaster
Ilisha macrogaster är en fiskart som beskrevs av Bleeker, 1866. Ilisha macrogaster ingår i släktet Ilisha och familjen Pristigasteridae. Inga underarter finns listade i Catalogue of Life.